# Tachinobia diopsisephila
Tachinobia diopsisephila är en stekelart som först beskrevs av Jean Risbec 1956.  Tachinobia diopsisephila ingår i släktet Tachinobia och familjen finglanssteklar. Inga underarter finns listade i Catalogue of Life.